# Dan Frischman
Pour les articles homonymes, voir Frischmann.
Daniel « Dan » Frischman, né le 23 avril 1959 à Whippany (en), dans le New Jersey, est un acteur, humoriste, scénariste, dramaturge et magicien américain.
Il est surtout connu pour interpréter Arvid Engen dans la sitcom Sois prof et tais-toi ! (1986-1991) ainsi que Chris Potter dans la série Nickelodeon Kenan et Kel (1996-2000). Il est reconnu pour ses rôles de geeks ou de nerds.
Il est membre de The Magic Castle (en), qui appartient à l'Académie des Arts magiques de Hollywood.

## Biographie
Avant que Frischman ne devienne célèbre, il travaillait souvent en tant que magicien, pour les fêtes d'anniversaires, autour de Los Angeles.

### Débuts
Il a été aperçu, le 17 mars 1982 dans un épisode de Drôle de vie sur la chaîne NBC.
En 1983, il a tourné dans un film comique intitulé Get Crazy (titre original) où il y a joué le rôle d'un typique intello (et puceau), à la recherche de copines.

### Carrière d'acteur
En 1996, son second rôle fut le rôle du personnage de Chris Potter sur la chaîne Nickelodeon pour la série évènement Kenan et Kel, avec Kenan Thompson et Kel Mitchell. Série dans laquelle il jouera, de nouveau, le rôle d'un fils à sa maman, gérant d'une épicerie et employeur de Kenan.
Frischman a fait une brève apparition dans la série Seinfeld dans l'épisode 93.
Le 24 octobre 2005, Frischman devient un célèbre panéliste dans I Love the '80s 3-D, une série télé sur la chaine américaine VH1.